# The Nowherenauts
The Nowherenauts was een Amerikaanse indierockband. De band werd in 2008 opgericht in New York door drummer-producer Kevin March (o.a. Guided by Voices) en drie studenten aan de School of Rock waar March les gaf - zangeres Sofie Kapur, haar broer Anders Kapur op basgitaar en gitariste Hunter Lombard. In 2010 voegde drummer Tony Franco zich bij de band. Hun eponieme debuutalbum verscheen in 2011 en werd geproduceerd door March. De opnames waren al gereed voordat Franco zich bij de bezetting aansloot. Het tweede album Warned you werd uitgebracht in 2013 op het onafhankelijke label Club Rock. Carl Glanville werd aangetrokken als co-producer.
Hierna bleef het stil rond de band. Pas op 2 april 2016 verscheen er een nieuw bericht op de eigen website, waarin Epictetus' stoïcisme  werd aangehaald: "We have no power over external things, and the good that ought to be the object of our earnest pursuit, is to be found only within ourselves." Sofie Kapur zette haar carrière als muzikante voort. In 2015 richtte zij de band Strange Loops op. In 2019 ging ze verder met haar soloproject Not Your Mother. Hunter Lombard bracht in 2018 en 2019 als dj respectievelijk een ep en een 12" plaat uit.

## Discografie
- The Nowherenauts, 2011
- Warned you, 2013